# ريتشل بلامر
ريتشل بلامر (بالإنجليزية: Rachel Plummer)‏ هي كاتِبة أمريكية، ولدت في 1819، وتوفيت في 1839 بسبب اضطراب النفاس.